# 安·琼斯
安·雪莉·琼斯（英語：Ann Shirley Jones，1938年10月7日—），曾用名阿德里安娜·海登、安·海登-琼斯，英国网球、乒乓球运动员。
作為乒乓球員，她曾獲得2次英國公開賽女雙冠軍（1955/56、1957/58），以及1957年世界乒乓球錦標賽女單、女雙、混雙三料亞軍。 另外，她也曾協助英格蘭隊，於1958年贏得首屆歐洲乒乓球錦標賽女子團體冠軍。
作為網球員，她曾获得3次大满贯女子单打冠军（1961年法網、1966年法網和1969年溫布頓）、3次大满贯女子双打大满贯冠军（1963、68和69年三屆法網）和2次大满贯混合双打冠军（1969年澳網和1969年溫布頓）。

## 大滿貫

### 女單冠軍（3）
| 年度 | 賽事     | 場地 | 決賽對手     | 對手國籍 | 勝方比分      |
| 1961 | 法網     |      | Yola Ramírez | 墨西哥   | 6–2, 6–1      |
| 1966 | 法網     |      | 南希·里奇    | 美國     | 6–3, 6–1      |
| 1969 | 温布尔登 | 草地 | 比利·简·金   | 美國     | 3–6, 6–3, 6–2 |